# Tuiloma Neroni Slade
Tuiloma Neroni Slade (Samoa, 8 april 1941) is een Samoaans jurist, politicus en diplomaat. Hij was van 2003 tot 2006 rechter van het Internationale Strafhof en tussen 2008 en 2014 algemeen secretaris van het Pacific Islands Forum.

## Levensloop
Slade behaalde zijn Bachelor of Laws aan de Victoria-universiteit van Wellington in Nieuw-Zeeland. Hiernaast volgde hij nog enkele andere studies, waaronder in 1971 aan de Haagsche Academie voor Internationaal Recht. Hij is toegelaten tot de balie van Samoa en Nieuw-Zeeland.
Hij begon zijn loopbaan in 1967 en 1968 in de advocatuur en was vervolgens van 1969 tot 1973 juridisch adviseur en hoofdaanklager voor het Ministerie van Justitie en aansluitend tot 1975 voor het parlement. Tussen 1976 en 1982 was hij vervolgens procureur-generaal en aansluitend tot 1993 assistent-directeur van de juridische afdeling van het secretariaat van het Gemenebest van Naties. Vervolgens was hij tot 2003 ambassadeur en permanent vertegenwoordiger van zijn land bij de Verenigde Naties. In deze functie was hij actief betrokken bij de voorbereidingen die leidden tot de oprichting van het Internationale Strafhof.
In 2003 trad hij aan als rechter van de preliminaire kamer van het Internationale Strafhof in Den Haag. Hier bleef hij aan tot 2006. In 2008 werd hij benoemd tot algemeen secretaris van het Pacific Islands Forum, een functie die hij tot 2014 behield.